# Lil Mouse
Lil Mouse (* 7. Juni 1999 in Chicago, Illinois; bürgerlich Michael Myers) ist ein US-amerikanischer Rapper und bei Mr. G’s Supperclub and Entertainment Center (1547 W 87th St, Chicago) unter Vertrag.

## Leben
Lil Mouse bezeichnet seinen Rap-Stil selbst als Gangster Rap (siehe hierzu: Gangsta-Rap). Entdeckt wurde es als 13-Jähriger. Von anderen wird er wegen seines Alters und seiner häufig Gewalt verherrlichenden und Drogen ansprechenden Texten kritisiert.
Lil Mouse erlangte große Aufmerksamkeit, nachdem sein Video Get Smoked auf YouTube veröffentlicht wurde. Dieser Song ist auch auf dem Mixtape des bekannten Rappers Lil Wayne, The Dedication 4, enthalten. Der Song enthält zahlreiche häufig kritisierte Textstücke, wie: I’m Rollin, all my niggas rollin (Ich bin drauf, alle meine Kumpel sind drauf). Gemeint ist die Droge „Molly“ (enthält im Idealfall MDMA). Er erzählt in dem Lied über Drogengeschäfte, Waffen, Sex und sogar Mord. Myers erschien auf dem Cover der Chicago Sun-Times. In dem Artikel wurde darüber diskutiert, was andere davon halten, wenn ein 13-jähriges Kind in einem Song über Drogen, Sex, Drogengeschäfte und Mord rappt. Auch andere Rap Künstler aus Chicago kritisierten Lil Mouse.
Der Rapper Rhymefest äußerte in einem Interview, dass diese Textpassagen über Kinderpornographie hinausgingen. Einmal wurde Lil Mouse der Bedrohung und Nötigung an einem achtjährigen Klassenkameraden beschuldigt. Die Großmutter des Achtjährigen erzählte, Myers hätte sich ihm genähert, ihn geschlagen und ihm gedroht, ihn zu töten. Lil Mouse wurde daraufhin wegen Körperverletzung angeklagt und an eine andere Schule versetzt.
Lil Mouse ist auf vielen Songs bekannter Rapper vertreten, unter anderem Chief Keef, Young Scooter und Lil Wayne. Get Smoked und With My Team zählen zu den bekanntesten Songs von Lil Mouse. Auf dem Remix von With My Team sind ebenfalls die Rapper Young Scooter und Lil Durk vertreten. Bisher hat Lil Mouse fünf Mixtapes, vier Singles und ein Album veröffentlicht. Außerdem war er noch bei elf Songs anderer Rapper vertreten.

## Diskografie
Alben
- 2014: Michael Mouse Myers

Mixtapes
- 2012: Child Abuse
- 2012: Capstaylo Presents - Lil Mouse
- 2012: Mouse Trap
- 2015: Mouse Trap 2
- 2015: Mouse Trap 2 (Drill Edition)

Singles
- 2012: Get Smoked
- 2013: 100 Bars
- 2013: I´m 4real
- 2013: My Life A Movie

Features
- 2012: Lil Wayne - Get Smoked (Feat. Lil Mouse)
- 2012: Edai - Dissin (Feat. Lil Mouse)
- 2012: Doe Boy, Lex Luger&Young Chop - Don´t Play That (Feat.Lil Mouse)
- 2012: Bo Deal - Gangstas & Dope Dealer (Feat.Alley Boy & Lil Mouse)
- 2013: Yale Lucciani - Speed Up (Feat. Lil Mouse & Smilez)
- 2013: Black Dave - Boomin N’ Zoomin (Feat. Lil Mouse)
- 2013: Rich The Kid - What I Do (Feat. Lil Mouse)
- 2013: Smylez - Watch Me Go Retardet (Feat. Lil Mouse)
- 2013: Fredo Santana - Damn Shame (Feat. Lil Mouse)
- 2014: Young Scooter - Chiraq (Feat. Lil Mouse & Heavy Lo)
- 2014: Katie Got Bandz - Loser (Feat. Lil Mouse)